# Pristimantis xestus
Pristimantis xestus es una especie de anfibio anuro de la familia Craugastoridae.

## Distribución
Esta especie es endémica de Cerro Tatamá en Colombia. Habita en el límite entre los departamentos de Risaralda y Chocó a unos 4050 m de altitud en la Cordillera Occidental.

## Publicación original
- Lynch, 1995 : Three new species of Eleutherodactylus (Amphibia: Leptodactylidae) from paramos of the Cordillera Occidental of Colombia. Journal of Herpetology, vol. 29, n.º 4, p. 513-521.[5]